# APS-Cサイズ
APS-Cサイズ（Advanced Photo System type-C）は、デジタルカメラの固体撮像素子（イメージセンサーとも）のサイズ規格のひとつである。そのサイズがAPSカメラシステムのAPS-Cタイプ（23.4mm×16.7mm）フォーマットに近いことから通称として呼ばれるようになった。

## 概要
規格として厳密に決められたものではないため、各カメラメーカー・機種により若干の大小がある（#各社のAPS-Cサイズ）。35mmフィルムよりサイズが小さい分、写る範囲（=画角）が狭く、交換レンズの焦点距離表記の約1.5～1.7倍相当（たとえば50mmレンズを装着すると50×1.5=75から、35mm判のときの焦点距離75mmのレンズ相当）の画角になる。
このようなサイズ規格が開発されたのは、35mmフィルムと同じサイズのセンサーは生産数が少なく製造コストが高価だったためである。より生産数を多くできて画質も大きくは損なわれないサイズと考えられた。
当初はコスト重視の妥協の産物とみなされていたが、イメージサークルが小さくて済みレンズおよびカメラも小型化が可能であるため、システム全体のコストを下げることができ、販売の主力であるアマチュア用デジタル一眼レフカメラの標準的センサー規格として現在は主流を占めている。
また、フィルム一眼レフカメラ用に開発された従来のレンズを使用した場合でも中心部の比較的収差の少ない部分を使用するため、35mmフルサイズセンサーに比べて周辺部の描写が落ちにくく、光量低下も少ないことになる。ただし画面が小さくなるということは、同一サイズに引き伸ばした場合レンズにより高い解像力、より高いMTF（たとえば従来の10本/mmのレンズで撮影された原盤からのプリントと同等の画質を得るために15本/mmが要求される）などが要求されるということでもあるので、一概に有利になるとは言えない。
また、画角が35mm判よりも狭くなるために、同じ広い範囲を撮影するにはより短い焦点距離の広角レンズが必要になるほか、同一画角に対してボケが少なくなるため、大きなボケを出すためには開放F値のより低いレンズを使う必要がある。パンフォーカスで撮る場合には被写界深度が深くなるため有利になる。また望遠撮影には、より短い焦点距離の望遠レンズが使用できるので、レンズサイズが小さくてすむ利点もある。

## 各社のAPS-Cサイズ

デジタルカメラで使用されているセンサーサイズの比較図

| 撮像素子    | メーカー | 製品 |
| ----------- | -------- | --- |
| 23.7×15.7mm | Pentax   | K-5, K-5II, K-5IIs, K-30, K-50, K-01                                                                         |
| 23.7×15.6mm | Nikon    | D100, D70, D70s, D50, D40                                                                                    |
| 23.6×15.8mm | Nikon    | D200, D300, D300S, D80, D40x, D60, D90, D5000, D3000                                                         |
| 23.6×15.8mm | Sony     | α100, α200, α300, α230, α330                                                                                 |
| 23.6×15.8mm | Pentax   | K-x, K-r |
| 23.6×15.6mm | Nikon    | D7000, D5100                                                                                                 |
| 23.6×15.6mm | Fujifilm | X-Pro1, X-T1, X-T10, X-E2, X-E1, X-M1, X-A2, X-A1                                                            |
| 23.5×15.7mm | Nikon    | D500 |
| 23.5×15.7mm | Sony     | α350, α380                                                                                                   |
| 23.5×15.7mm | Pentax   | *ist D, DS, DL2, DL, DL2, K100D, K100D Super, K200D, K10D, K-m                                               |
| 23.5×15.7mm | Fujifilm | X-A3 |
| 23.5×15.7mm | Sigma    | SD1 |
| 23.5×15.6mm | Nikon    | D7100, D7200, D5200, D5300, D5500, D5600, D3300, D3400                                                       |
| 23.5×15.6mm | Sony     | α700, α77, α55, NEX-C3, NEX-3N,NEX-5R, NEX-7, α6000, α6300, α5100, α6500                                     |
| 23.5×15.6mm | Pentax   | K-3, K-3II, K-S1, K-S2, K-70, KP                                                                             |
| 23.5×15.6mm | Fujifilm | X-Pro2, X-T3, X-T2, X-T20, X-E3                                                                              |
| 23.4×15.6mm | Sony     | α550, α33, NEX-5, NEX-3                                                                                      |
| 23.4×15.6mm | Pentax   | K20D, K-7 |
| 23.2×15.4mm | Nikon    | D3200 |
| 23.2×15.4mm | Sony     | α5000 |
| 23.1×15.4mm | Nikon    | D3100 |
| 22.7×15.1mm | Canon    | EOS D30, D60, 10D, Kiss デジタル                                                                             |
| 22.5×15.0mm | Canon    | EOS 20D, 30D, 70D                                                                                            |
| 22.4×15.0mm | Canon    | EOS 7D MarkII                                                                                                |
| 22.3×14.9mm | Canon    | EOS 7D, 50D, 60D, 80D, 8000D, EOS M, M2, M3, M5, M6, M10, M100, Kiss X3, X4, X5, X6i, X7i, X7, X70, X8i, X80 |
| 22.2×14.8mm | Canon    | EOS 40D, Kiss デジタルN, デジタルX, X2, F                                                                    |
| 22.0×14.7mm | Canon    | EOS Kiss X50                                                                                                 |
| 20.7×13.8mm | Sigma    | SD9, SD10, SD14, SD15                                                                                        |

参考
36.0×24mm - 35mmフルサイズ
24.0×16mm - APS-C (x1.5)
22.5×15mm - APS-C (x1.6)
17.3×13mm - フォーサーズシステム